# 小行星9620
小行星9620（9620 Ericidle）是一颗绕太阳运转的小行星，为主小行星带小行星。该小行星于1993年3月17日发现。

## 轨道参数
小行星9620的轨道半长轴为2.2513840 UA，离心率为0.154。